# Andreas Philipp Oettner
Andreas Philipp Oettner (geboren 1735 vermutlich in Wien oder in Sachsen; gestorben 1792 in Wien) war ein Porzellanmaler, der in unterschiedlichen Manufakturen arbeitete, so war er unter anderem in Ludwigsburg, Frankenthal, Fürstenberg, Höchst oder Wien tätig. Ihm werden auch Werke auf Porzellan aus Meißen, und in den Niederlanden Weesp und Loosdrecht zugeschrieben.

## Leben und Wirken

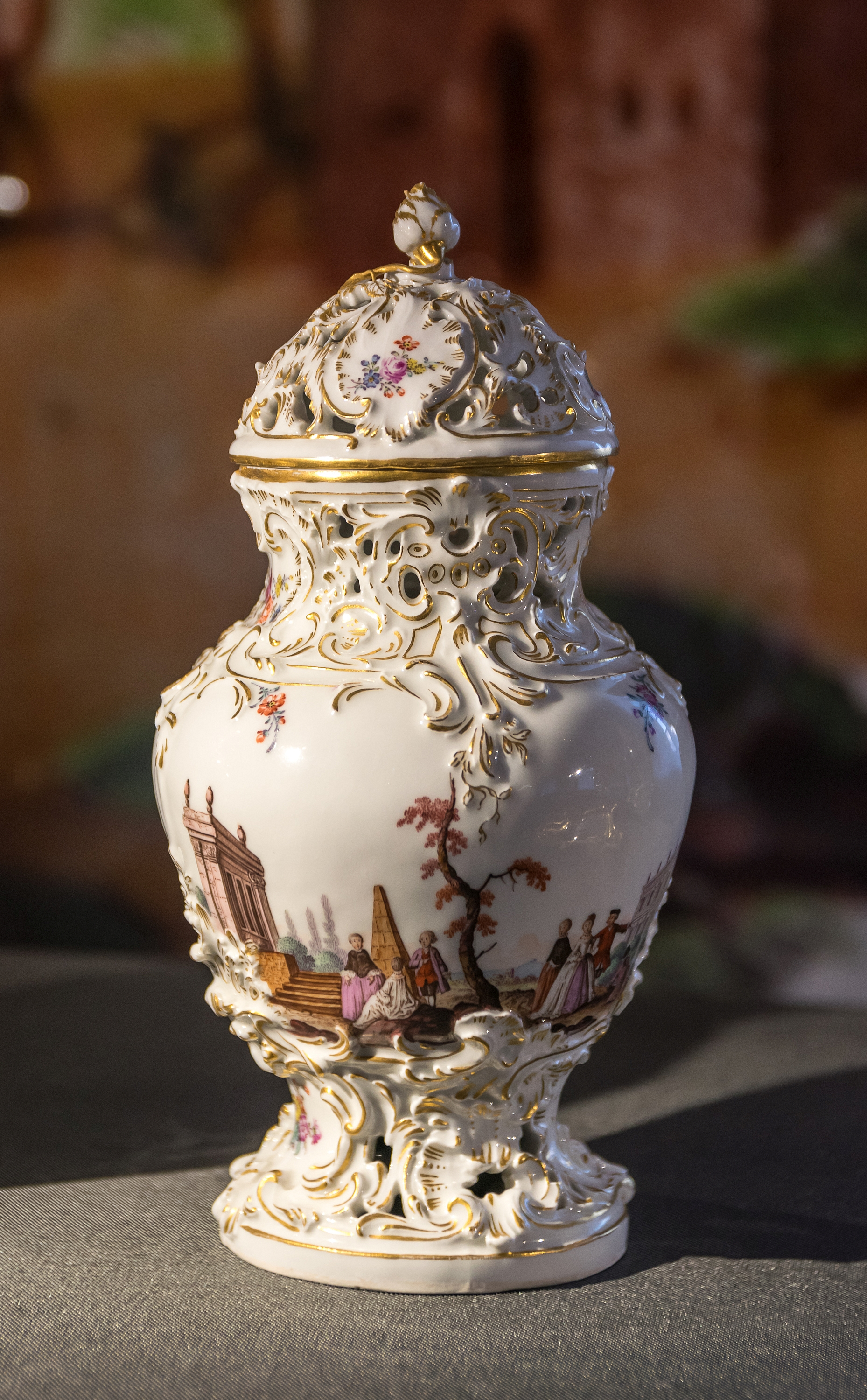
Potpourrivase um 1770 mit Figurenszenen. Dekor: Andreas Philipp Oettner

Oettner beschäftigte sich als Maler mit den Themen Watteaus und der Commedia dell’arte, aber auch Chinoiserie, Landschaften, Blumen oder Kampfszenen. Vor 1756 soll er in einer Wiener Porzellanfabrik gearbeitet haben, er kam dann wohl 1756/57 nach Nymphenburg, wo er Blumendekore oder Szenen der Commedia dell’arte malte.
Oettner arbeitete 1759 kurzzeitig in der Porzellanmanufaktur in Frankenthal und von 1759 bis 1763 in Ludwigsburg, danach in den Jahren 1763 bis 1766 in der Höchster Manufaktur und kam am 11. Februar 1767 als Porzellanmaler nach Fürstenberg. Er machte sich um die Jahreswende 1770/1771 wieder auf den Weg nach Wien, wo er in den Jahren 1783 bis zu seinem Tod 1792 gearbeitet hat. Zu seinen Werken gehörten Dekore auf Tabaksdosen oder Geschirrteilen wie Milchkannen, Tee- oder Kaffeeservices, Tellern und Tassen.